# ラニー＝シュル＝マルヌ
ラニー＝シュル＝マルヌ（Lagny-sur-Marne）は、フランス、パリ東部の郊外にあるコミューンである。パリ中心部から 26.1 km (16.2 mi)にあり、イル＝ド＝フランス地域圏セーヌ＝エ＝マルヌ県に属する。
ラニー＝シュル＝マルヌのコミューンは、マルヌ＝ラ＝ヴァレの「ニュータウン」4地区の1つヴァル・デ・ブッシー地区の中にある。

## 歴史
1846年にラニー＝シュル＝マルヌはサン＝ドニ＝デュ＝ポートのコミューンになった。

## 住民
居住者はLatignaciens ないしLaniaques と呼ばれる。

## 交通
ラニー＝シュル＝マルヌは近郊列車路線のパリ東線のラニー - トリニー駅が利用できる。この駅は、行政上は隣接するトリニー＝シュル＝マルヌのコミューンの域内に位置するが、ラニー＝シュル＝マルヌ中心街からマルヌ川を渡ってすぐのところにある。

## 姉妹都市
ラニー＝シュル＝マルヌは1969年からカナダのケベック州サンタガット・デ・モンと姉妹都市の提携をしている。イングランド、ノーサンバーランドのアニックも姉妹都市である。

## 出身者
- クリストファー・ジュリアン - サッカー選手
- クリストファー・エンクンク - サッカー選手
- ポール・ポグバ - サッカー選手
- コリンヌ・エルメス - 歌手
- アデリーヌ・キャナック - フィギュアスケート選手
- エドゥアール・コルテス - 画家